# Tone Novak
Tone Novak, slovenski biolog, * 16. maj 1950, Slovenj Gradec.

## Življenje in delo
Novak je leta 1979 diplomiral na ljubljanski Biotehniški fakulteti in prav tam 1989 tudi doktoriral. Leta 1990 je postal docent na mariborski Pedagoški fakulteti in začel predavati ekologijo ter evolucijo. V raziskovelnem delu se je Novak posvetil proučevanju jamske ekologije ter razširjenosti in taksonomiji suhih južin, sodeloval je med drugim pri pregledu popisa te skupine v tedanji Jugoslaviji.